# 粟本昭夫
粟本 昭夫（あわもと てるお、1927年 - ）は、日本のイエズス会司祭、宗教家、教育者。

## 経歴
- 1927年　広島に生まれる。
- 1951年　イエズス会に入会。
- 1962年　聖イグナチオ教会で司祭叙階。
- 1963年　六甲中学校・高等学校教員（理科）、六甲学院校長、同学院理事長、イエズス会管区長、泰星学園理事長を歴任する。
- 1989年　聖イグナチオ教会助任になる。